# تاكيشي إيشي
تاكيشي إيشي (بالإنجليزية: Takeshi Ishii)‏ (و. 1977 – م) هو عالم زراعة، وعالم كيمياء حيوية.

## التعليم
تعلم في جامعة ناغويا، وNippon Veterinary and Life Science University ‏.